# وست‌بر
وست‌بر (به انگلیسی: Westbere) یک روستا و محله مدنی در بریتانیا است که در شهر کنتربری واقع شده‌است. وست‌بر ۳٫۵۲ کیلومتر مربع مساحت و ۳۷۶ نفر جمعیت دارد.